# 1989-es vívó-világbajnokság
Az 1989-es vívó-világbajnokságot július 5. és 15. között rendezték meg Denverben, az Egyesült Államokban. Összesen tíz számban avattak világbajnokot.

## Éremtáblázat
| Helyezés | Nemzet        | Arany | Ezüst | Bronz | Összesen |
| 1.       | Szovjetunió   | 4     | 1     | 1     | 6        |
| 2.       | NSZK          | 2     | 5     | 2     | 9        |
| 3.       | Olaszország   | 1     | 2     | 3     | 6        |
| 4.       | Svájc         | 1     | 0     | 1     | 2        |
| 5.       | Magyarország  | 1     | 0     | 0     | 1        |
| 5.       | Spanyolország | 1     | 0     | 0     | 1        |
| 7.       | Franciaország | 0     | 1     | 2     | 3        |
| 8.       | Lengyelország | 0     | 1     | 0     | 1        |
| 9.       | Kuba          | 0     | 0     | 1     | 1        |
| Összesen | Összesen      | 10    | 10    | 10    | 30       |

## Eredmények

### Férfi
| Versenyszám      | Arany | Ezüst                                                                                    | Bronz |
| ---------------- | --- | ---------------------------------------------------------------------------------------- | --- |
| Párbajtőr egyéni | Manuel Pereira · Spanyolország                                                                                  | Sandro Cuomo · Olaszország                                                               | Pavel Kolobkov · Szovjetunió                                                                                       |
| Párbajtőr csapat | Olaszország · Sandro Cuomo · Angelo Mazzoni · Stefano Pantano · Maurizio Randazzo · Sandro Resegotti            | NSZK · Elmar Borrmann · Robert Felisiak · Stefan Hörger · Thomas Gerull · Günter Jauch   | Kuba · Wilfredo Loyola · Nelson Loyola · Pedro Merencio · Carlos Pedroso · Lázaro Castro                           |
| Tőr egyéni       | Alexander Koch · NSZK                                                                                           | Philippe Omnès · Franciaország                                                           | Mauro Numa · Olaszország                                                                                           |
| Tőr csapat       | Szovjetunió · Aljakszandr Ramanykov · Szerhij Holubickij · İlqar Məmmədov · Borisz Koreckij · Dmitrij Sevcsenko | NSZK · Thorsten Weidner · Matthias Gey · Thomas Endres · Alexander Koch · Roman Christen | Franciaország · Philippe Conscience · Laurent Bel · Philippe Omnès · Patrice Lhôtellier · Lionel Finet             |
| Kard egyéni      | Grigorij Kirijenko · Szovjetunió                                                                                | Jarosław Koniusz · Lengyelország                                                         | Felix Becker · NSZK                                                                                                |
| Kard csapat      | Szovjetunió · Grigorij Kirijenko · Andrej Alsan · Szergej Korjaskin · Szergej Mingyirgaszov                     | NSZK · Frank Bleckmann · Felix Becker · Jürgen Nolte · Ulrich Eifler · Jörg Kempenich    | Franciaország · Jean-François Lamour · Philippe Delrieu · Franck Ducheix · Pierre Guichot · Jean-Philippe Daurelle |

### Női
| Versenyszám      | Arany | Ezüst                                                                                                   | Bronz |
| ---------------- | --- | --- | --- |
| Párbajtőr egyéni | Anja Straub · Svájc                                                                                      | Ute Schäper · NSZK                                                                                      | Annalisa Coltorti · Olaszország                                                                                |
| Párbajtőr csapat | Magyarország · Szalay Gyöngyi · Horváth Mariann · Várkonyi Marina · Eöri Diana · Szőcs Zsuzsanna         | Olaszország · Annalisa Coltorti · Laura Chiesa · Elisa Uga · Alessandra Anglesio · Laura Chiesa         | Svájc · Suzanne Rompza · Isabelle Pentucci · Anja Straub · Gianna Bürki                                        |
| Tőr egyéni       | Olga Velicsko · Szovjetunió                                                                              | Anja Fichtel · NSZK                                                                                     | Zita-Eva Funkenhauser · NSZK                                                                                   |
| Tőr csapat       | NSZK · Anja Fichtel · Sabine Bau · Susanne Lang · Zita-Eva Funkenhauser · Anette Klug · Christiane Weber | Szovjetunió · Olga Velicsko · Tatyjana Szadovszkaja · Olga Voscsakina · Jelena Grisina · Jelena Glikina | Olaszország · Francesca Bortolozzi · Diana Bianchedi · Lucia Traversa · Giovanna Trillini · Margherita Zalaffi |